# Джонс, Эдвард Дэвис
Эдвард Дэвис Джонс (англ. Edward Davis Jones) (7 октября 1856 — 16 февраля 1920) — американский журналист, сооснователь компании Dow Jones & Company совместно с Чарльзом Доу и Чарльзом Бергстрессером.

## Биография
Эдвард Дэвис Джонс учился в Брауновском университете, однако не окончил обучение. Некоторое время Джонс работал в газете Providence Evening Press, Провиденс, штат Род-Айленд.
Около 1880 года Чарлз Доу предложил Джонсу работу репортёра в компании «Kiernan Wall Street Financial News Bureau». Считалось, что Джонс мог умело и быстро анализировать финансовые отчёты. Поработав вместе, Джонс и Доу решили в 1882 основать компанию «Dow Jones & Company». Первоначально компания располагалась в подвале магазина конфет на Манхеттене. Доу, Джонс и четверо сотрудников не справлялись с объемами работы, поэтому был приглашен еще один партнер — Чарльз Бергстрессер, умелый интервьюер.
В ноябре 1883 года компания начала выпускать ежедневный 2-страничный бюллетень финансовых новостей — Customers' Afternoon Letter. Очень скоро тираж вырос больше тысячи подписчиков и стал считаться важным источником новостей для инвесторов. Бюллетень включал индекс Dow Jones Averages (с 3 июля 1884 года), который включал девять железнодорожных компаний, одно пароходство и Western Union.
В 1889 году в Dow Jones & Company работали 50 сотрудников. Партнеры решили что настало время для выпуска газеты и 8 июля вышел первый номер «Wall Street Journal».
26 мая 1896 года компания опубликовала индекс двенадцати крупнейших промышленных компаний. Именно этот индекс известен сейчас как Промышленный индекс Доу Джонса.
Летом 1899 года Эдвард Джонс ушел из компании. Позднее Джонс работал биржевым брокером у Джеймса Кина.